# Cesare Federici
Cesare Federici (Erbanno, 1530 circa – 1600/1603) è stato un gioielliere e viaggiatore veneziano, conosciuto per il suo viaggio in Asia, avvenuto tra il 1536 e il 1581.

## Biografia
Poco si sa della sua vita, se non in relazione al suo lungo viaggio in Oriente. Spinto dalla prospettiva di trovare pietre preziose utili alla sua attività professionale, lasciò l'Italia nel 1536 con alcune mercanzie. Da Aleppo si diresse lungo l'Eufrate fino a Fallujah e da lì a Baghdad e poi Bassora. Si imbarcò per Hormuz e da lì in India, dove i Portoghesi erano ormai saldamente installati sulla costa del Malabar. Visitò Vijayanagara e si diresse, passando da Ceylon e dall'India orientale al regno di Pegu, ovvero l'odierno Myanmar. Viaggiò ancora nell'area del Golfo del Bengala e il Malabar, poi decise di tornare in patria con il guadagno ottenuto.
Nel 1587 fu pubblicata la relazione del suo viaggio asiatico. Le informazioni contenute nel testo sono di interesse soprattutto per i mercanti, ma ci sono anche informazioni su usi e costumi curiosi dei luoghi visitati. Dal punto di vista delle coordinate spaziali e temporali, il resoconto è invece piuttosto impreciso.
Il testo ebbe un certo successo e fu, per esempio, incluso nelle Navigazioni et viaggi di Giovan Battista Ramusio.